# Кириленко, Денис Геннадьевич
Дени́с Генна́дьевич Кириле́нко (род. 6 ноября 1984; Челбасская, Каневской район, Краснодарский край, СССР) — российский футболист, полузащитник.

## Карьера
Воспитанник ДЮСШ станицы Каневская. Начинал карьеру в клубе «Краснодар-2000», затем выступал за «Кубань», в составе которой провёл 14 матчей в Премьер-лиге, забил 1 мяч. С 2008 года являлся игроком «Ростова», однако за клуб сыграл всего 6 матчей, при этом побывав в арендах в подольском «Витязе», «Ставрополье-2009» и тверской «Волге». Сезон-2010 провёл в «Губкине». В июле 2011 года перешёл в «Факел». В 2013 году подписал контракт с «Волгарём». В 2015 году защищал цвета «Байкала». В ноябре расторг контракт и пополнил ряды клуба «Олимпиец».

## Достижения
- Серебряный призёр Первого дивизиона: 2006
- Победитель зоны «Юг» Второго дивизиона: 2012/13
- Серебряный призёр зоны «Центр» Второго дивизиона (2): 2010, 2012/13
- Бронзовый призёр Второго дивизиона (2): 2003 (зона «Юг»), 2015/16 (зона «Урал-Приволжье»)